# زیبایوس، بریتیش کلمبیا
زیبایوس، بریتیش کلمبیا (به انگلیسی: Zeballos, British Columbia) یک منطقهٔ مسکونی در کانادا است که در جزیره ونکوور واقع شده‌است. زیبایوس ۱٫۴۵ کیلومتر مربع مساحت و ۱۰۷ نفر جمعیت دارد.